# Antoine Thomson d'Abbadie
Antoine Thomson d'Abbadie d'Arrast (3. ledna 1810 Dublin, Irsko – 19. března 1897 Paříž, Francie) byl francouzský kartograf a cestovatel, který se svým bratrem Arnauldem Michelem prozkoumal v první polovině 19. století Etiopii a přilehlé země.
Na jeho zakázku byl postaven zámek Château d'Abbadie.